# Anelassorhynchus moebii
Anelassorhynchus moebii är en djurart som tillhör fylumet skedmaskar, och som först beskrevs av Richard Greeff 1879.  Anelassorhynchus moebii ingår i släktet Anelassorhynchus och familjen Echiuridae. Inga underarter finns listade i Catalogue of Life.